# Magnolia mahechae
Espèce
Synonymes
- Talauma  machechae (Lozano) Vázq. Avila

Statut de conservation UICN

 EN B1ab(iii,v) : En danger
Magnolia mahechae est une espèce de plantes à fleurs de la famille des Magnoliacées. C'est un arbre endémique de Colombie.

## Description
C'est un arbre.

## Répartition et habitat
Cette espèce est endémique de Colombie où elle est présente dans le département de Valle del Cauca entre 1 300 et 2 000 m d'altitude. Elle vit dans la forêt de nuage.